# North Beach (Maryland)
North Beach es un pueblo ubicado en el condado de Calvert en el estado estadounidense de Maryland. En el año 2010 tenía una población de 1978 habitantes y una densidad poblacional de 2.197,78 personas por km².

## Geografía
North Beach se encuentra ubicado en las coordenadas 
38°42′27″N 76°32′4″O / 38.70750, -76.53444.

## Demografía
Según la Oficina del Censo en 2000 los ingresos medios por hogar en la localidad eran de $57.150 y los ingresos medios por familia eran $70.417. Los hombres tenían unos ingresos medios de $66.667 frente a los $40.238 para las mujeres. La renta per cápita para la localidad era de $35.318. Alrededor del 6.4% de la población estaba por debajo del umbral de pobreza.